# Jackson Pollock (film 1987)
Jackson Pollock è un film documentario del 1987 diretto da Kim Evans e basato sulla vita del pittore statunitense Jackson Pollock.